# Alp Sigel
Die Alp Sigel im Alpstein liegt auf einer Höhe von 1579 m ü. M. auf einem Grat zwischen Wasserauen und dem Sämtisersee im Schweizer Kanton Appenzell Innerrhoden. Vom Grat der Alp besteht ein prächtiger Ausblick bis über den Bodensee und den Alpenrhein.

## Lage und Nutzung
Das Weidegebiet liegt zwischen 1550 und 1800 m ü. M. am obersten Teil eines trockenen Südosthangs. Grundeigentümerin ist die privatrechtliche Alpgenossenschaft Alp Sigel. Die Alp hat eine Grösse von 113 ha und ist in sechs Alprechte aufgeteilt. Fünf Alprechte gehören Privatpersonen, ein Alprecht dem Kanton Appenzell Innerrhoden.
Die Wasserversorgung besteht aus Meteorwasser sowie aus Reservoirs, die mit Dachwasser gespeist werden.

## Luftseilbahn
Auf die Alp Sigel führt vom Pfannenstiel bei Brülisau eine Pendelbahn mit 1082 Meter Länge. Die erste Luftseilbahn wurde im Mai 1964 als einspurige Pendelbahn mit einer Nutzlast von 250 kg in Betrieb genommen. Am 9. Juni 2008 führte ein Gewitter zu einer Beschädigung der Bahn, die einen Neubau der Anlage notwendig machte. Die am 1. Mai 2011 eröffnete neue Pendelbahn mit zwei Kabinen für Personen- und Materialtransporte überwindet in fünf Minuten Fahrzeit eine Höhendifferenz von 657 Metern. Die Nutzlast für Material beträgt 640 kg.